# Racopilum verrucosum
Racopilum verrucosum là một loài rêu trong họ Racopilaceae. Loài này được Herzog mô tả khoa học đầu tiên năm 1916.